# Epistomia
Epistomia is een monotypisch mosdiertjesgeslacht uit de  familie van de Epistomiidae en de orde Cheilostomatida

## Soort
- Epistomia bursaria (Linnaeus, 1758)